# Pán Márta
Pán Márta (Budapest, 1923. június 12. – Párizs, 2008. október 12.) magyar szobrászművész.

## Életútja
Gallé Tibornál és Örkényi Strasser Istvánnál kezdte képzőművészeti tanulmányait, utána rövid ideig a Magyar Képzőművészeti Főiskola tanulója volt; Boldogfai Farkas Sándor volt a tanára, később Pátzay Pál. 1947-ben Párizsba ment. Itt növényekről, gyökerekről, kagylókról készített rajzokat, melyek apránként haladtak az absztrakt felé. Itt ismerte meg Légert, Brancusit, majd Le Corbusiert, utóbbinak stúdiójában is dolgozott egy darabig. Párizsban találkozott André Wogenscky építésszel, akihez később feleségül ment. Az 1950-es évek közepétől kezdve alkotásaiban már kiemelkedő szerepet kapott az egyensúlyi helyzetből adódó természetes mozgás. Első, ebben a szellemben készült, jelentős szobra, a Teck inspirálta 1956-ban Maurice Béjart-t, Jerry Mulligan zenéjével, az alkotással megegyező című balett megalkotására. Az otterlói Kröller-Müller Múzeum megrendelésére készítette 1961-ben az első vízen lebegő, organikus formákból kiinduló poliészter szobrát, a Sculpture Flottante-t, melyet később számos hasonló követett. 1967-től az 1970-es évek végéig olyan plexiüveget használt munkáihoz, mely a fényhatások felhasználására kitűnően alkalmas volt. Később már nemcsak egyedi szobrokat, hanem épületekhez, valamint közterületekre tervezett monumentális alkotásokat is készített, így művei nem pusztán kiállítási tárgyakká, hanem az épületeknek és a városnak részévé váltak. Dolgozott együtt Oscar Niemeyerrel és Tange Kenzóval is. A Mur d'eau-t 1982-ben avatták fel a Champs-Élysées egyik épületében, majd 1986-ban Labirintus-szökőkútját a Place des Fêtes-en. Ezután következett 1988-ban egy hét gránit szökőkútból álló együttese, a Lacs, Brest egyik utcájában, a rue Siamban, 1997-ben pedig Saint-Quentin-en-Yvelines egyik hídja. Legtöbb munkájában fontos szerepet játszik a víz, alkotásait a letisztult nemes egyszerűség jellemzi.

## Egyéni kiállítások
- 1952, 1956, 1958, 1961, 1971 • Galerie Arnaud, Párizs
- 1961 • Stedelijk M., Amszterdam • Palais des Beaux-Arts, Brüsszel • Worldhouse Gallery, New York
- 1968 • G. Vincence Kramář, Prága
- 1970 • Wenger Gallery, San Francisco
- 1971 • Lens Fine Arts, Antwerpen
- 1973 • Musée d'Art Contemporain, Montreal • Musée de Québec, Québec
- 1974 • Musée des Beaux-Arts, Lyon
- 1975, 1976 • Galerie Attali, Párizs
- 1981 • FIAC-G, Párizs
- 1984, 1985 • Contemporary Sculpture Center, Tokió
- 1988 • Musée des Beaux-Arts, Brest (FR)
- 1991 • Műcsarnok, Budapest • Museum des 20. Jahrhunderts, Bécs
- 1993 • Museum of Contemporary Arts, Sapporo (JP) • The Museum of Modern Art, Kamaruka (JP)
- 1994 • Isetan Museum of Art, Tokió
- 1998 • G. J. G. M., Párizs
- 1999 • Galerie La Cité, Luxemburg
- 2000 • Fondation Coubertin, Saint-Rémy-les-Chevreuse.

## Válogatott csoportos kiállítások
- 1950-től rendszeresen • Salon des Réalités Nouvelles, Párizs
- 1957 • Festival de l'Art d'Avant-Garde, Nantes
- 1964 • Painting and Sculpture of a Decade, Tate Gallery, London
- 1968, 1969 • Salon des Grands et Jeunes d'aujourd'hui, Párizs
- 1970 • Europlastique, Párizs
- 1973 • The City is for People, San Diego
- 1974 • De l'objet à la Cité, vándorkiállítás
- 1982 • Tisztelet a szülőföldnek. Külföldön élő magyar származású művészek II. kiállítása, Műcsarnok, Budapest
- 1987 • L'Art et la Ville, Prága
- 1990 • L'Art renouvelle la Ville, vándorkiállítás, Japán
- 1991 • L'Art renouvelle la Ville, Taiwan
- 1996 • Les Champs de la Sculpture, Champs Elysées, Párizs • Musée d'Art Contemporain, Tokió
- 1997 • Luxembourg – Ville de la Sculpture, Luxemburg • Gran Via de las Esculturas, Spanyolország
- 1998 • Les Champs de la Sculpture, Taipei
- 1999 • Les Champs de la Sculpture, Rio de Janeiro • São Paolo
- 2000 • Water in Beeld, Hága • Salon de Mars, Genf.

## Művek közgyűjteményekben
- Birmingham Museum and Art Gallery, Birmingham
- Boymans van Beuningen M., Rotterdam
- Centre national des arts plastiques, Párizs
- Fine Arts Museum, Dallas
- Fond national d'art contemporain, Párizs
- Hakone Open Air Museum, Hakone (JP)
- Hara Museum of Contemporary Arts, Tokió
- Hirshhorn Museum, Washington
- Janus Pannonius Múzeum, Pécs
- Kawaguchiko Museum of Art, Kawaguchiko (JP)
- Louisiana Fine Arts Museum (USA)
- Musée d'Art Moderne, Saint-Étienne (FR)
- Musée d'Art Contemporain, Montreal
- M. de Arte Moderno, Rio de Janeiro
- M. de Lund (SVE)
- Musée des Beaux-Arts, Lyon
- M. de Grenoble
- Magyar Nemzeti Galéria, Budapest
- Museum of Modern Art, Sapporo (JP)
- Musée Plein Air de la Ville de Paris, Párizs
- Národní G., Prága
- Rijksmuseum Kröller-Müller, Otterlo
- Sapporo Art Park (JP)
- Szépművészeti Múzeum, Budapest
- The Museum of Modern Art, Kamakura (JP)
- Wilhelm Lehmbruck Museum, Duisburg.

## Köztéri művei
- mobil szobor és fal (1964, Párizs, Faculté de Médecine Saint-Antoine)
- szobor (1965, Párizs, Maine-Montparnasse épülete)
- belső fal (1966, Luxemburg, Európai Parlament)
- fal (1967, Libanoni Védelmi Minisztérium díszudvara)
- vízen lebegő szobor (1969, Hakone Open Air Museum)
- vízen lebegő szobor (1971, Bobigny, Prefektúra)
- balusztrád (1972, Párizs, Auber-RER-állomás bejárata)
- gránitszobor (1977, Vitry)
- gránitszobor (1983, Rouen)
- rozsdamentes acélszobor (1983, Rijád, Szaúd-Arábia)
- gránitszobor és fal (1985, Rennes, Conseil Régional de Bretagne)
- vízen lebegő szobor (1986, Szapporo)
- szoborfal (1988, Képzőművészeti Egyetem, Takarazuka)
- két szobor (1990, Makuhari Techno-Garden, Tokió)
- labirintus és lebegő szobrok (1990, Osaka)
- szoborcsoport (1991, Tokió, Új Városháza)
- Duna (1991, Budapest, Francia Intézet)
- rozsdamentes acélszobor (1993, Lyon, autópálya)
- két szobor (1994, Tokió, Tobacco Building)
- 3 Iles (lebegő szobor, 2000, Luxemburg, Lac Kirchberg)